# Albaida del Aljarafe
Albaida del Aljarafe is een gemeente in de Spaanse provincie Sevilla in de regio Andalusië met een oppervlakte van 11 km². In 2007 telde Albaida del Aljarafe 2586 inwoners.

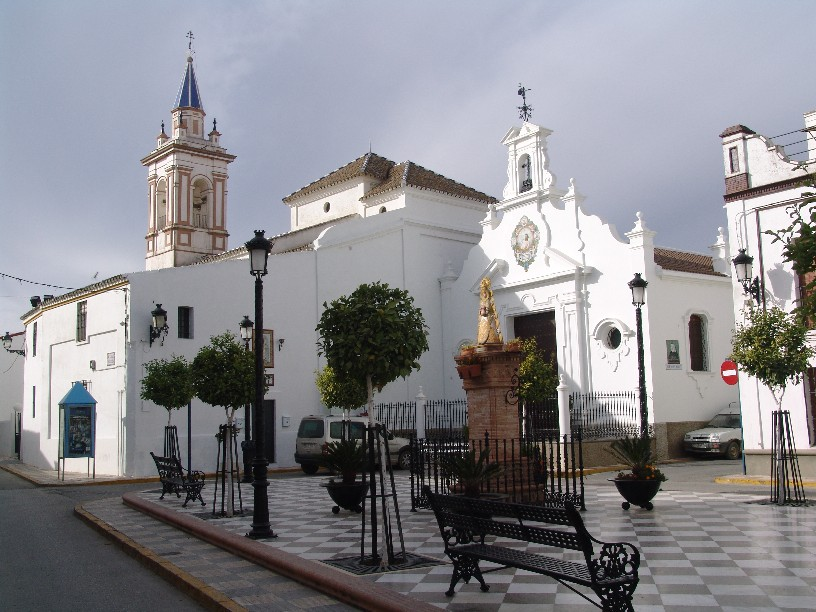
Plaza de España